# Miran Vodovnik
Miran Vodovnik - Jeti, slovenski atlet, * 11. september 1977, Maribor.
Vodovnik je metalec krogle, njegov osebni rekord, ki je hkrati tudi slovenski rekord je 20,76 m. Rekord je dosegel v Solunu, junija 2006. Za Slovenijo je nastopil na Poletnih olimpijskih igrah 2004 v Atenah in Poletnih olimpijskih igrah 2008 v Pekingu. V Pekingu je z metom 19,81 m za 21 cm zgrešil finale in zasedel končno 20. mesto.

## Največji uspehi
- olimpijske igre
  - Atene 2004 - 11. mesto
  - Peking 2008 - 20. mesto

- svetovna prvenstva
  - Pariz 2003 - 23. mesto
  - dvoransko SP Budimpešta 2004 - 12. mesto
  - Osaka 2007 - 6. mesto
  - dvoransko SP Valencia 2008 - 11. mesto

- evropska prvenstva
  - EP do 23 let Göteborg 1999 - 17. mesto
  - dvoransko EP Birmingham 2007 - 7. mesto